# Lespouey
Lespouey település Franciaországban, Hautes-Pyrénées megyében. Lakosainak száma 207 fő (2022. január 1.). Lespouey Lansac, Angos, Barbazan-Debat, Bordes, Calavanté és Sinzos községekkel határos.

## Népesség
A település népességének változása:
| Lakosok száma | 210  | 213  | 220  | 209  | 206  | 204  | 201  | 204  | 207  |
|               | 2013 | 2015 | 2016 | 2017 | 2018 | 2019 | 2020 | 2021 | 2022 |